# Oldżajtu
Oldżajtu mong. ᠦᠯᠵᠡᠢᠲᠦ ᠺᠬᠠᠨ, pers. محمد خدابنده - اولجایتو (ur. 1280, zm. 16 grudnia 1316) – władca z dynastii Ilchanidów, panujący w latach 1304–1316.
Był synem Arguna, bratem Mahmuda Ghazana. Jako ilchan kontynuował politykę Ghazana w kwestiach gospodarczych. Zachował też wpływy wszechwładnego Rashid ad-Dina. Za jego panowania nową stolicą zostało miasto Soltanije, budowane już od czasów Arguna. W 1310 ilchan przeszedł na szyizm. Doprowadziło to do zaostrzenia polityki religijnej skierowanej nie tylko przeciw sunnitom, lecz także przeciw chrześcijanom. Zimą 1312-1313 Oldżajtu podjął nieudaną inwazję na Syrię. Była ona podjęta w interesie zbiegłych członków mameluckiego establishmentu. Była to ostatnia zbrojna wyprawa Mongołów przeciwko mamelukom w Syrii. Oldżajtu zmarł 16 grudnia 1316 roku z powodu dolegliwości żołądkowych. Przyczyny jego śmierci nie są w pełni jasne. Jego następcą został jego małoletni syn Abu Sa’id.